# Albert Vanhoye
Albert Vanhoye, S. J. (Hazebrouck, 24 de julio de 1923-Roma, 29 de julio de 2021) fue un cardenal francés, rector emérito del Pontificio Instituto Bíblico y secretario de la Pontificia Comisión Bíblica. Tras el fallecimiento del cardenal Etchegaray, en septiembre de 2019, fue el cardenal de mayor edad de todo el colegio cardenalicio.

## Biografía
Fue ordenado sacerdote para la Compañía de Jesús el 26 de julio de 1954 y es licenciado en literatura, filosofía y teología, y doctor en Sagrada Escritura.
Desde 1963 el cardenal Vanhoye ha sido profesor en el Pontificio Instituto Bíblico de Roma, donde también fue decano de la Facultad bíblica (1969-1975) y rector (1984-1990).
También enseñó en la Pontificia Universidad Gregoriana y en la Pontificia Universidad Lateranense, y llevó a cabo muchas otras actividades en el campo de la erudición y como miembro de diversas sociedades. También ha publicado numerosos trabajos en varios idiomas.
Fue miembro de la Comisión para la preparación de la Constitución Apostólica Sapientia Christiana, y miembro y secretario de la Pontificia Comisión Bíblica.
Consultor del Pontificio Consejo para la Promoción de la Unidad de los Cristianos desde 1980 hasta 1996, de la Congregación para la Educación Católica desde 1976 y de la Congregación para la Doctrina de la Fe desde 1990.
Fue creado cardenal por Benedicto XVI en el consistorio del 24 de marzo de 2006, de la diaconía de Santa María de las Mercedes y San Adriano en Villa Albani, sin haber sido ordenado obispo.

## Obras
- Structure and Message of the Epistle to the Hebrews. Gregorian Biblical BookShop. 1989. ISBN 9788876535710.
- Our Priest Is Christ: The Doctrine of the Epistle to the Hebrews. Gregorian Biblical BookShop. 1977.
- Love in Action: God's Gifts for All. Paulist Press. 2013. ISBN 9780809148295.
- Acojamos a Cristo, nuestro Sumo Sacerdote. Ejercicios espirituales con Benedicto XVI, editorial San Pablo, 2010.
- Pietro e Paolo. Esercizi spirituali biblici. Paoline. 2008. ISBN 9788831534734.
- Dio ha tanto amato il mondo. Lectio divina sul sacrificio di Cristo. Paoline. 2007. ISBN 9788831531900.
- La Personne Humaine Et Ses Relations Dans Le Nouveau Testament. Gregorian Biblical BookShop. 1970.